# 菲利克斯·坎德拉

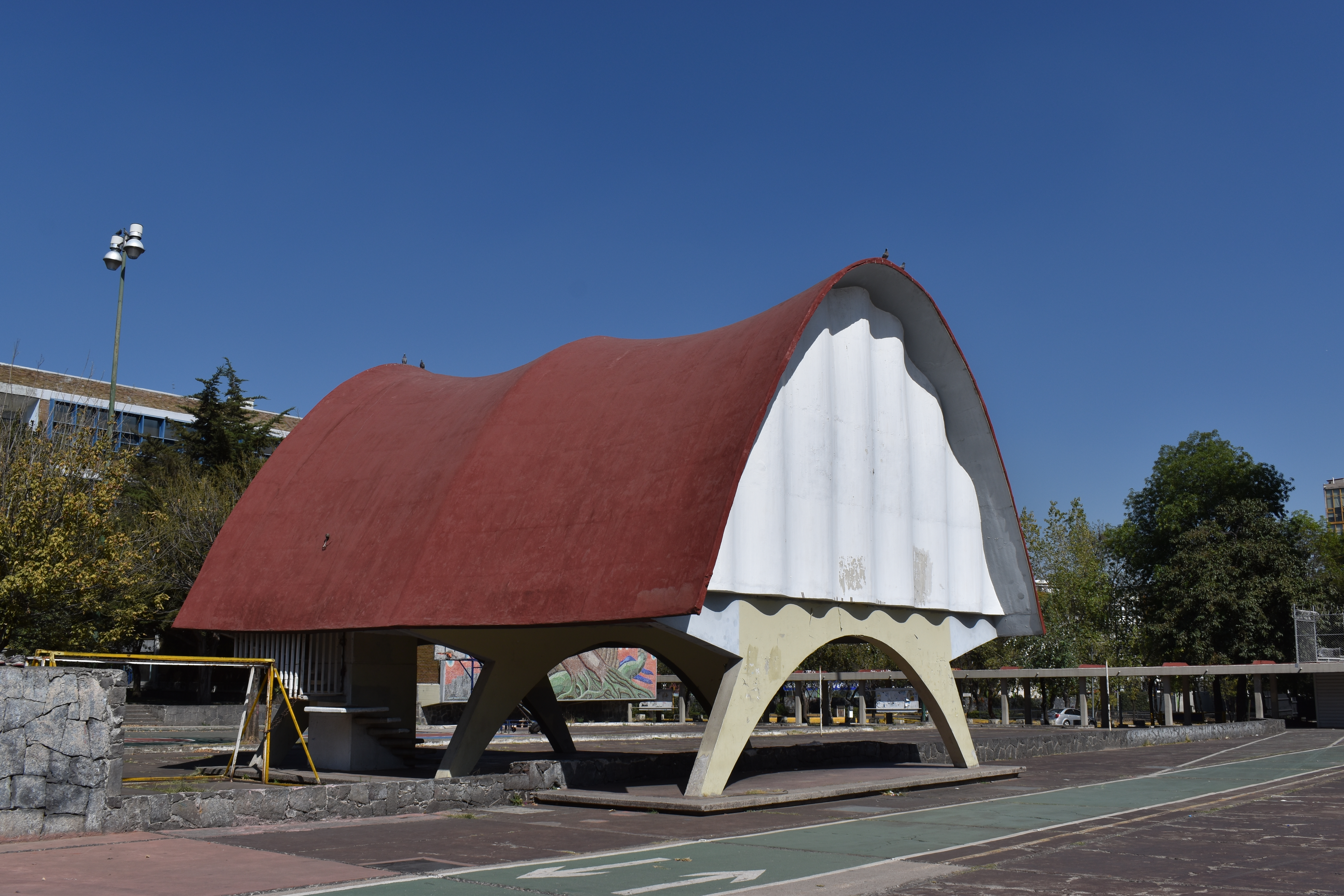
1951年宇宙射线馆（"Pavilion of Cosmic Rays"），与豪尔赫·冈萨雷斯·雷纳合作，位于墨西哥国立自治大学

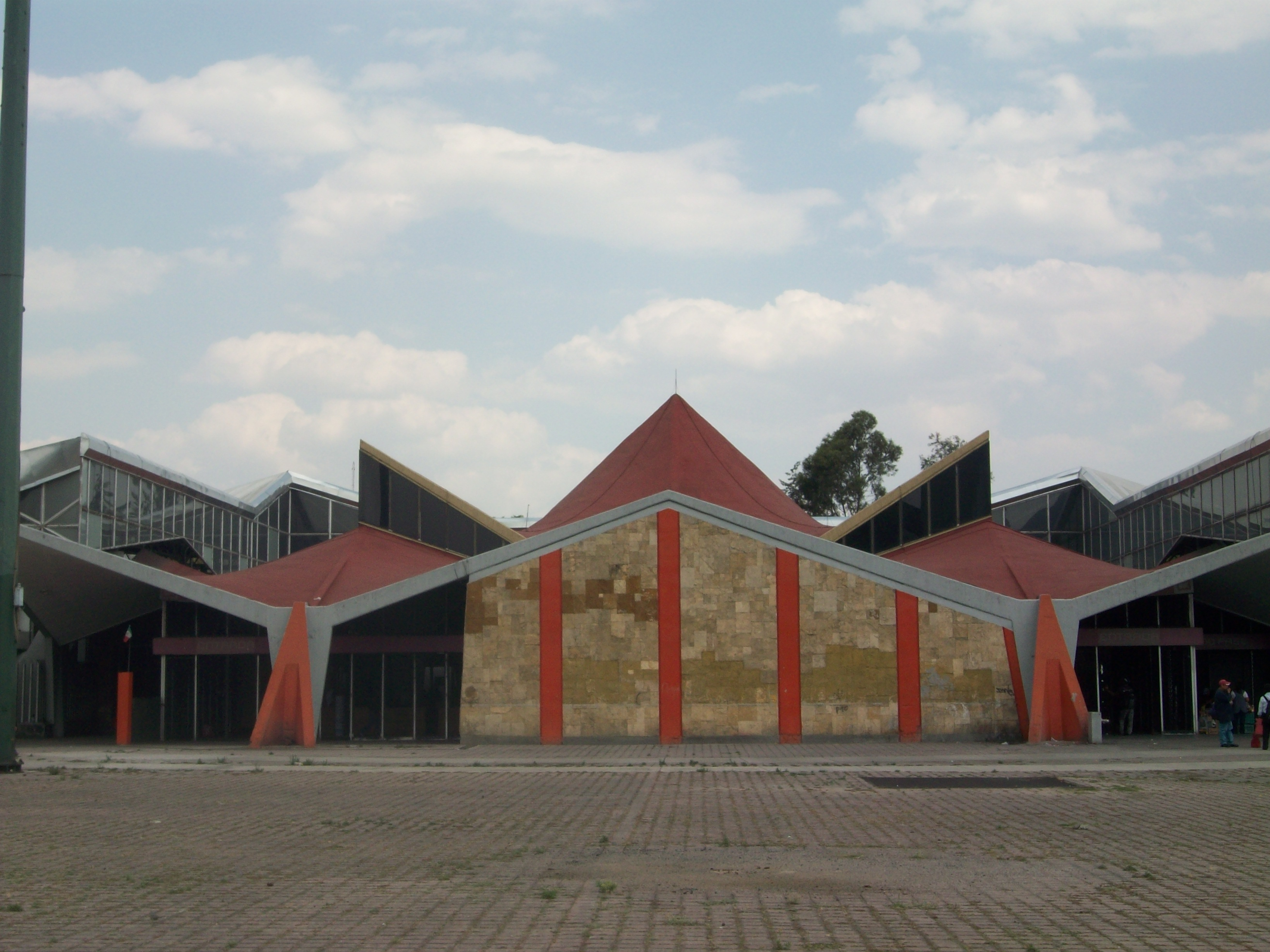
圣拉萨罗地铁站, 墨西哥城

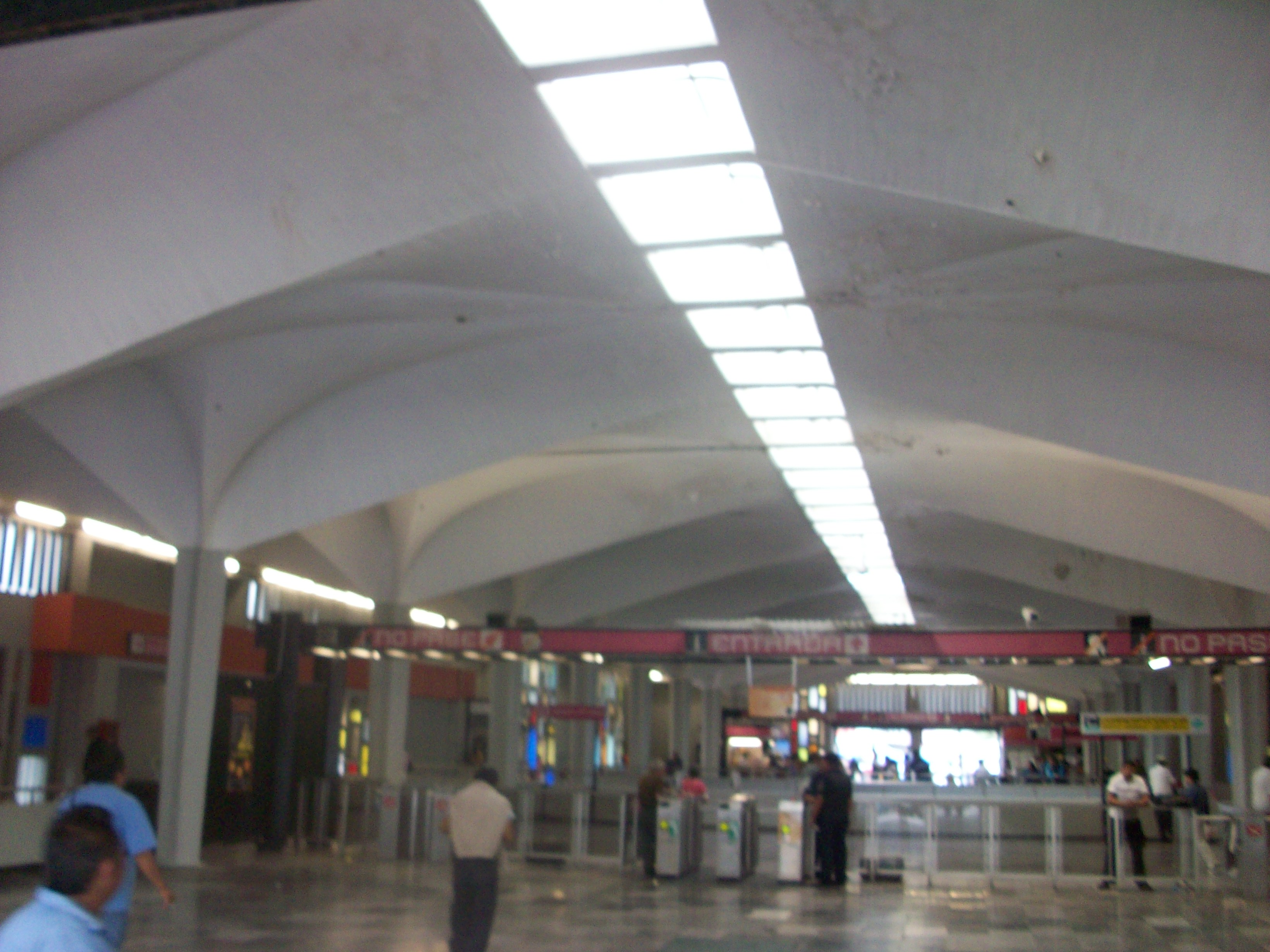
坎德拉里亚地铁站屋顶, 墨西哥城

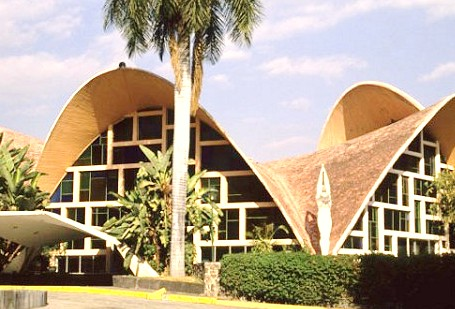
塞尔瓦赌场酒店餐厅, 库埃纳瓦卡, 墨西哥

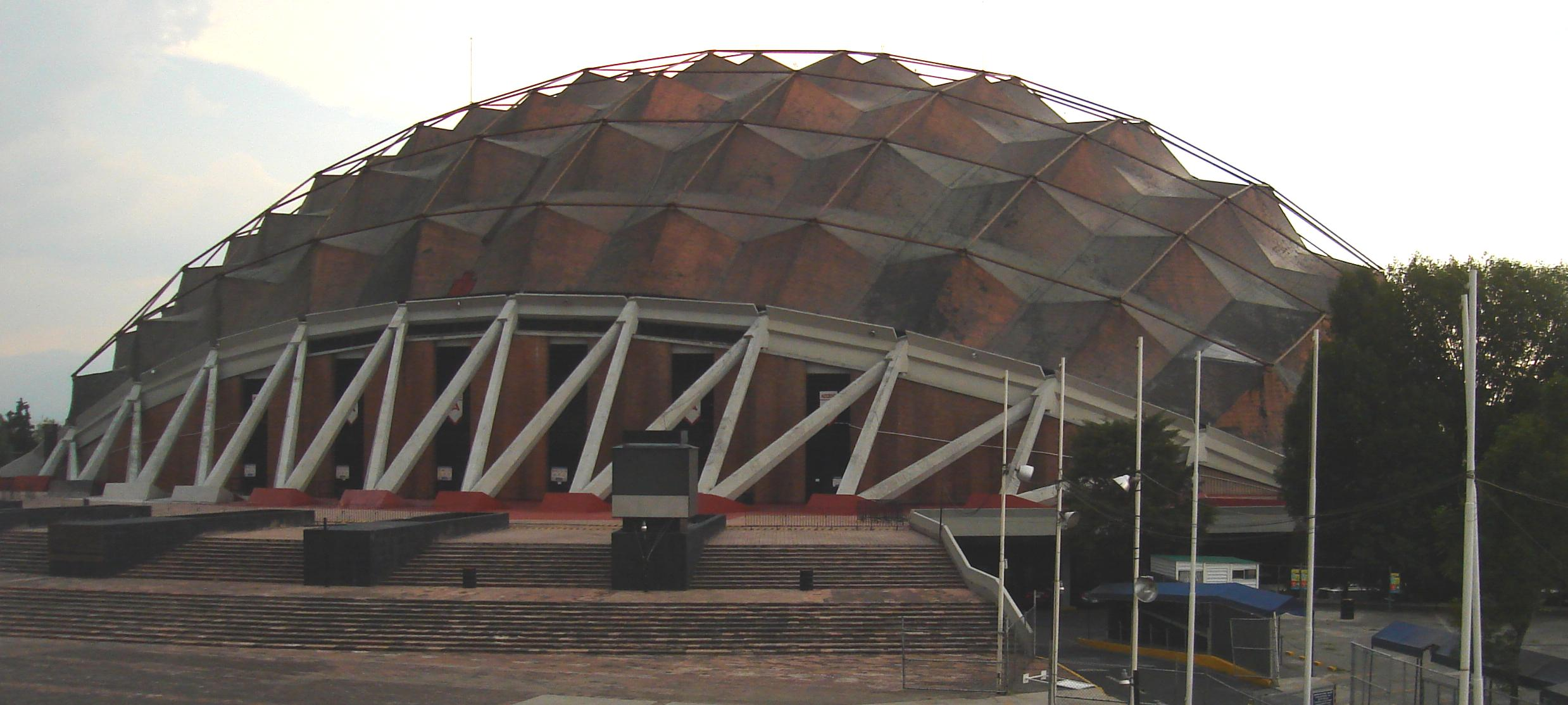
墨西哥城体育宫

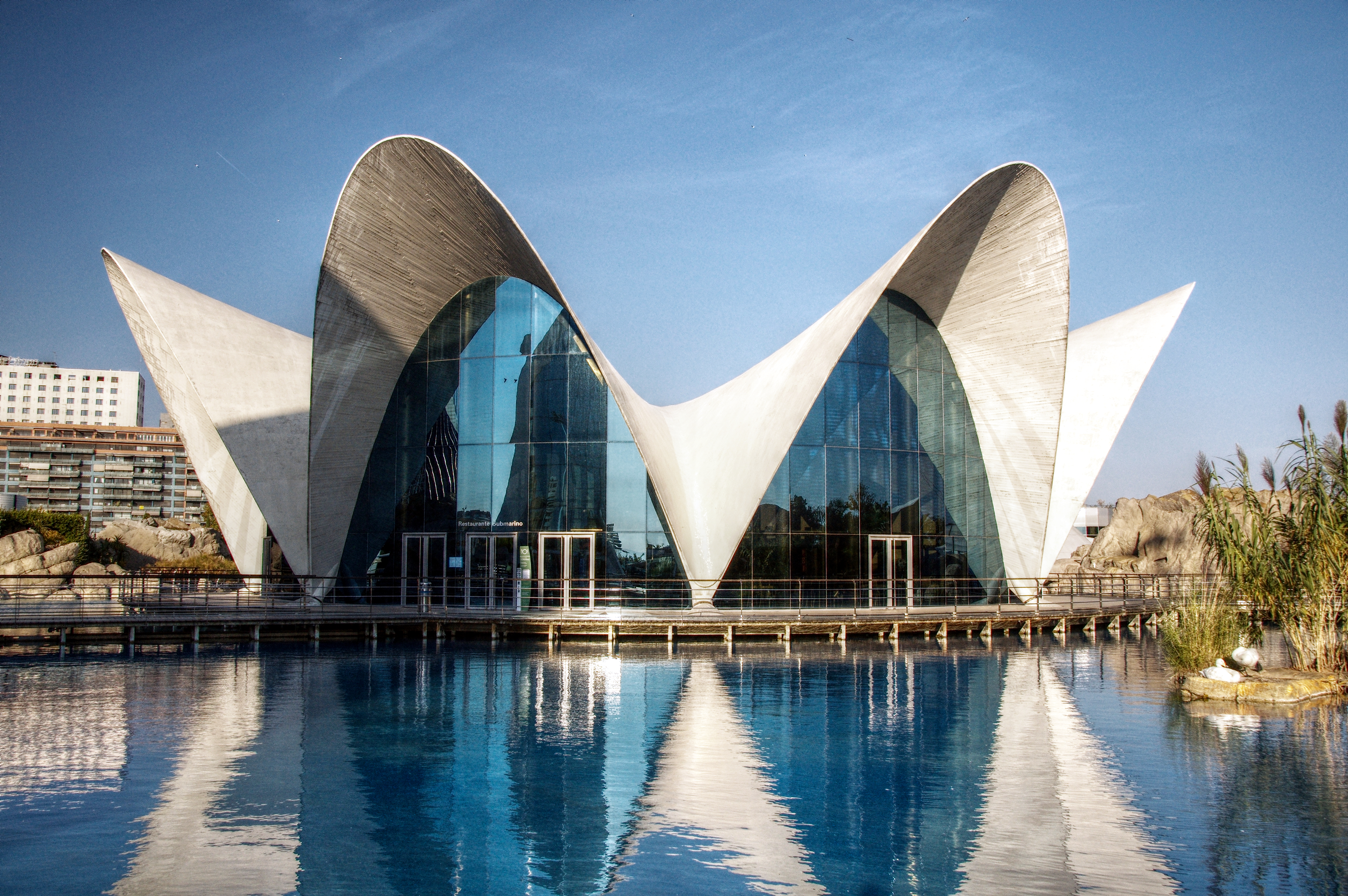
海洋馆, 艺术科学城, 瓦伦西亚, 西班牙，与阿尔贝托·多明戈和卡洛斯·拉扎罗合作

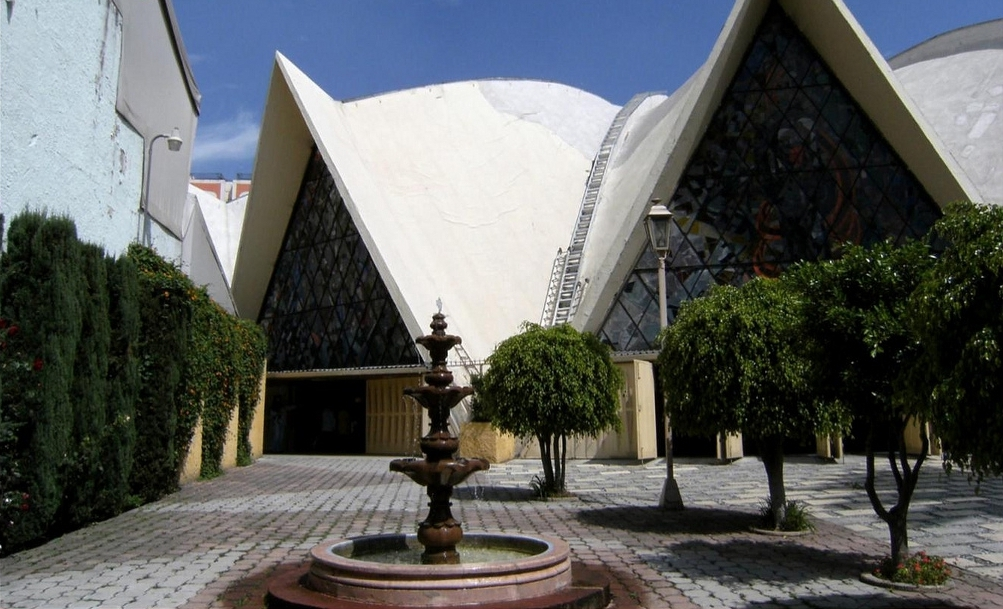
圣莫尼卡教堂, 德尔瓦列区, 墨西哥城

菲利克斯·坎德拉·乌特雷尼奥（西班牙語：Félix Candela Outeriño；1910年1月27日—1997年12月7日）是一位西班牙裔墨西哥建筑师，生于马德里，26岁时移民墨西哥并取得双重国籍。
坎德拉对墨西哥建筑和结构工程发展做出了重要贡献。其最主要的建筑成就是开发了钢筋混凝土制作的薄壳结构，俗称"cascarones"（蛋壳结构）。
他是圣地亚哥·卡拉特拉瓦的偶像，对后者的作品产生过重大影响。
职业生涯后期，他与建筑师费尔南多·伊格拉斯合作设计具有12米悬挑的倒置伞状结构，并与设计师埃米利奥·佩雷斯·皮涅罗共事。

## 早年生活
费利克斯·坎德拉1910年出生于马德里。1927年进入马德里高等建筑技术学院学习，1935年毕业；随后前往德国深造建筑。入学初期他就展现出卓越的几何天赋，开始私下辅导其他学生。大三时，其视觉智能和描述性几何与三角学才能引起了路易斯·维加斯的注意。维加斯是他的材料力学教授，授予坎德拉"路易斯·维加斯助手"的荣誉头衔。在"协助"维加斯期间，坎德拉参加了众多建筑设计竞赛并屡获殊荣。与许多同学不同，坎德拉在校期间并未表现出对纯理论数学的兴趣。在马德里求学时，学校教授弹性理论课程，坎德拉不仅协助教授教学，还担任学生辅导员。
1936年西班牙内战爆发后，他的学业被迫中断。坎德拉回国参战，支持共和派反对佛朗哥政权，短时间内晋升为共和军工兵部队上尉。不幸的是，战争期间坎德拉被关押在法国佩皮尼昂集中营直至1939年战争结束。由于曾反对佛朗哥，佛朗哥执政期间他无法留在西班牙。最终他与其他数百名囚犯一起，登上了前往墨西哥的船只，在那里开启新生涯。同年他抵达阿卡普尔科。
作为抛物面和双曲几何专家，他从职业生涯初期就开始尝试设计一系列住宅和商业壳形结构。坎德拉评估了这类设计选择的艺术价值和成本效益。
从西班牙移居墨西哥后，坎德拉与埃拉迪亚·马丁结婚并养育家庭。青年时期的费利克斯热爱体育运动，尤其擅长橄榄球和滑雪。

## 薄壳结构
坎德拉毕生致力于探索钢筋混凝土在结构工程中的本质与潜力。钢筋混凝土在穹顶或壳体结构中能发挥极致效能，这种形态可消除混凝土中的张力。他始终坚持用最简单的方法解决问题。在壳体设计方面，他倾向于依赖壳体的几何特性进行分析，而非复杂数学计算，并追随欧洲爱德华多·托罗哈和美洲吉列尔莫·冈萨雷斯·苏莱塔的研究成果。1950年左右，当坎德拉的公司开始设计层状结构时，他大量查阅期刊工程论文收集信息，由此开始质疑钢筋混凝土在弹性假设下的表现，最终得出结论两者完全不相容。(Faber 1963)坎德拉曾多次表示，结构分析对他来说像是种"业余爱好"。

## 墨西哥时期：1939-1968
费利克斯·坎德拉1939年抵达墨西哥后先从事建筑设计工作，直至1949年开始运用其著名的薄壳设计建造混凝土结构。整个1950年代至60年代末，他的主要作品都集中在墨西哥，期间负责300多个建成项目和900多个设计方案。许多大型项目来自墨西哥政府委托，如宇宙射线馆。1956年墨西哥总统阿道弗·鲁伊斯·科蒂内斯表示："没有什么比坐在我们即将建造的建筑阴影下更严肃的事了"，预示了大量建设项目的到来。鲁伊斯·科蒂内斯制定了实现这一宣言的预算，要求比1955年增加8120万比索资金。幸运的是，其中2030万比索将用于公共工程。坎德拉还受益于鲁伊斯·科蒂内斯在教育领域的预算，成为墨西哥大学教授并以此终其职业生涯。1971年费利克斯移居美国，在伊利诺伊大学芝加哥分校任教至1978年。

## 伊利诺伊大学芝加哥分校时期：1971-1978
1971年9月1日，坎德拉被聘为伊利诺伊大学芝加哥分校建筑学教授，任职至1978年。

## 代表作品
- 1951年 宇宙射线馆，与豪尔赫·冈萨雷斯·雷纳合作，墨西哥国立自治大学
- 1952年 海关仓库，潘塔科，阿斯卡波察尔科区, 墨西哥城，与卡洛斯·雷卡米尔合作
- 1953-1957年 奇迹圣母勋章教堂, 纳瓦尔特区, 墨西哥城
- 1954-1955年 塞莱斯蒂诺·费尔南德斯工厂，巴列霍区，墨西哥城
- 1955年 墨西哥证券交易所顶棚，墨西哥城，与恩里克·德拉莫拉·洛佩斯和费尔南多·卡莫纳合作
- 1955-1956年 音乐亭，圣达菲
- 墨西哥城教堂系列：1955年 科约阿坎区阿蒂约教堂；1955年 塔库巴圣安东尼奥·德拉斯韦尔塔斯教堂；1959年 圣维森特·德保罗教堂；1963年 圣莫尼卡·洛佩斯·德卡莫纳教堂；均与恩里克·德拉莫拉·帕洛马尔和费尔南多·洛佩斯·卡莫纳合作
- 1955-56年 市政市场，科约阿坎区, 阿斯卡波察尔科区和阿纳瓦克区，墨西哥城，与佩德罗·拉米雷斯·巴斯克斯和拉斐尔·米哈雷斯合作
- 1956-1957年 拉哈卡兰达夜总会，阿卡普尔科
- 1956年 塞尔瓦赌场酒店, 库埃纳瓦卡（2001年拆除）
- 1958年 洛斯马纳蒂亚莱斯餐厅, 霍奇米尔科, 墨西哥城，与华金·阿尔瓦雷斯·奥多涅斯合作
- 1958年 库埃纳瓦卡洛马斯小教堂, 库埃纳瓦卡
- 1959-1960年 百加得装瓶厂, 夸乌蒂特兰, 墨西哥城近郊
- 1959年 帕尔米拉开放教堂，库埃纳瓦卡，与罗塞尔和曼努埃尔·吉列尔莫·拉罗萨合作
- 1959年 圣何塞·奥布雷罗教堂, 蒙特雷, 与恩里克·德拉莫拉·帕洛马尔和费尔南多·洛佩斯·卡莫纳合作
- 1962年 盎格鲁-墨西哥基金会大会堂，与恩里克·德拉莫拉合作，圣拉斐尔区
- 1962-63年 马德里瓜达卢佩圣母教堂，与恩里克·德拉莫拉·帕洛马尔和费尔南多·洛佩斯·卡莫纳合作
- 1963年 约翰·路易斯仓库，英国斯蒂夫尼奇
- 1966年 坎波弗洛里多领主堂区教堂，墨西哥城
- 1968年 墨西哥城体育宫, 为1968年夏季奥运会建造，与A.佩里和E.卡斯塔涅达·坦博雷尔合作
- 1969年 墨西哥城地铁圣拉萨罗站和坎德拉里亚站
- 1994-2002年 海洋馆, 瓦伦西亚, 西班牙[6]

## 档案
坎德拉的图纸、信件、个人及专业文件、著作现永久收藏于纽约市哥伦比亚大学埃弗里建筑与美术图书馆图纸与档案部。

## 延伸阅读
- 费伯, 科林. . 纽约: 莱因霍尔德出版社. 1963.

- 马西米利亚诺·萨沃拉, 《费利克斯·坎德拉、皮埃尔·路易吉·内尔维与建筑形式主义》，收录于P.卡西内洛编《费利克斯·坎德拉》，马德里2010年，第155–167页
- 马西米利亚诺·萨沃拉, 《形式与结构：费利克斯·坎德拉文集》，米兰，Electa出版社，2013年
- 马西米利亚诺·萨沃拉, 乔瓦尼·法布罗奇诺, 《费利克斯·坎德拉：哲学与工程间的形态意义》，收录于Paulo J. S. Cruz编《结构与建筑——概念、应用与挑战》，CRC Press/Balkema-Taylor&Francis集团，伦敦2013年，第253-260页
- 马西米利亚诺·萨沃拉, 《费利克斯·坎德拉：结构造型的伟大艺术》，《Casabella》杂志，821期，2013年1月，第56-65页